# Barazi-Epsilon
Barazi-Epsilon is een Frans autosportteam. Het team wordt gerund door technicus Michel Lecomte en zakenman en amateurcoureur Juan Barazi. Het team heeft de basis in Le Mans.

## Geschiedenis
Barazi-Epsilon werd in 2000 opgericht onder de naam Epsilon Sport uit de resten van het Formule 3-team van Graff Racing. Het team heeft meegedaan aan vele kampioenschappen, waaronder de Le Mans Series, diverse Formule 3-kampioenschappen en de World Series by Nissan. Daarnaast leverde het auto's aan enkele Superleague Formula-teams; Olympique Lyonnais in 2009 en GD Bordeaux en Galatasaray SK in 2010.
Hoogtepunten voor het team vormden het kampioenschap van Franck Montagny in de World Series by Nissan in 2001, het winnen van de LMP2-klasse in de Le Mans Series in 2006 en het kampioenschap in de V de V Challenge Monoplace in 2016. Tussen 2001 en 2009 nam het team regelmatig deel aan de 24 uur van Le Mans, met een 21e plaats in 2006 als beste resultaat.
Sinds 2010 levert Barazi-Epsilon het chassis aan een aantal Formule Renault 2.0-kampioenschappen, waaronder de Eurocup Formule Renault 2.0 en de Formule Renault 2.0 NEC.